# Helena (Mississipi)
Helena és una concentració de població designada pel cens dels Estats Units a l'estat de Mississipi. Segons el cens del 2000 tenia 778 habitants.

## Demografia
Segons el cens del 2000, Helena tenia 778 habitants, 266 habitatges, i 222 famílies. La densitat de població era de 148,7 habitants per km².
Dels 266 habitatges en un 38% hi vivien nens de menys de 18 anys, en un 66,9% hi vivien parelles casades, en un 10,9% dones solteres, i en un 16,5% no eren unitats familiars. En el 14,3% dels habitatges hi vivien persones soles el 4,5% de les quals corresponia a persones de 65 anys o més que vivien soles. El nombre mitjà de persones vivint en cada habitatge era de 2,92 i el nombre mitjà de persones que vivien en cada família era de 3,21.
Per edats la població es repartia de la següent manera: un 26,3% tenia menys de 18 anys, un 13% entre 18 i 24, un 26,9% entre 25 i 44, un 24,4% de 45 a 60 i un 9,4% 65 anys o més.
L'edat mediana era de 34 anys. Per cada 100 dones de 18 o més anys hi havia 97,6 homes.
La renda mediana per habitatge era de 36.302 $ i la renda mediana per família de 36.302 $. Els homes tenien una renda mediana de 31.588 $ mentre que les dones 18.173 $. La renda per capita de la població era de 12.346 $. Entorn del 6,2% de les famílies i el 5,2% de la població estaven per davall del llindar de pobresa.

## Poblacions més properes
El següent diagrama mostra les poblacions més properes.